# Clubiona kropfi
Clubiona kropfi är en spindelart som beskrevs av Zhang, Zhu och Song 2003. Clubiona kropfi ingår i släktet Clubiona och familjen säckspindlar. Inga underarter finns listade i Catalogue of Life.